# Ministerio de Hacienda (República Dominicana)
El Ministerio de Hacienda de la República Dominicana es el organismo de Estado encargado de elaborar, ejecutar y evaluar la política fiscal del país, comprendiendo los ingresos, gastos y financiamiento del sector público y asegurando su sostenibilidad en el marco de las políticas económicas. Además, sus funciones incluyen proponer legislaciones tributarias y aduaneras, aprobar la política de contrataciones de bienes, obras y servicios, regular la autorización, negociación y contratación de préstamos, así como elaborar periódicamente los estados presupuestarios, financieros y económicos.
Era uno de los cuatro organismos establecidos en la Constitución dominicana de 1844, bajo el nombre de Secretaría de Estado de Hacienda y Comercio. Tiene su sede en Santo Domingo, en la Av. México, ensanche Gazcue. Está presidido por José Manuel Vicente desde el 16 de agosto de 2020.

## Historia
Esta oficina aparece en la Constitución dominicana de 1844, con el nombre de Secretaría de Estado de Hacienda y Comercio. Su primer secretario fue el agrimensor Ricardo Miura, ocupando este cargo en los años siguientes el prócer Ramón Matías Mella, así como José Manuel Caminero, Jacinto de la Concha y José Joaquín Puello.
Durante la Segunda República (1865-1916), la institución vivió las crisis financieras que afectaron la política dominicana. El gobierno del presidente Ulises Heureaux, Lilís, se caracterizó por emisiones monetarias y endeudamientos desmedidos con empresas extranjeras. Esta situación llevó a la Convención domínico-americana firmada en 1907 por Ramón Cáceres, poniendo las aduanas dominicanas en manos de Estados Unidos. Esto llevaría a la ocupación militar estadounidense (1916-1924). Durante este período, el organismo pasaría a llamarse Secretaría de Estado del Tesoro y Hacienda. Luego, recibió los nombres de Secretaría de Estado de Hacienda, Trabajo y Comunicaciones y Secretaría de Estado de Finanzas.
En 2006, la Ley n.º 494-06 establece la Secretaría de Estado de Hacienda y se definen sus atribuciones y funciones, al tiempo que se crea la Secretaría de Estado de Economía, Planificación y Desarrollo. En 2010, el Decreto n.º 56-10 modifica la nomenclatura de las instituciones gubernamentales, pasando esta a ser Ministerio de Hacienda.

## Estructura
El Ministerio de Hacienda se subdivide en varios viceministerios y oficinas adscritas directamente al Ministerio. Los departamentos de primer nivel son:
- Viceministerio Técnico-Administrativo
- Viceministerio de Presupuesto, Contabilidad y Patrimonio
- Viceministerio de Patrimonio
- Viceministerio del Tesoro
- Viceministerio de Crédito Público
- Viceministerio de Política Tributaria

## Dependencias
Como organismo regulador de la fiscalidad, el Ministerio de Hacienda tiene un gran número de oficinas dependientes asociadas a él. Algunas de estas oficinas son:
| - Tesorería Nacional - Lotería Nacional - Banco de Reservas de la República Dominicana (BanReservas) - Superintendencia de Seguros - Centro de Capacitación en Política y Gestión Fiscal (CAPGFEI) | - Dirección General de Impuestos Internos (DGII) - Dirección General de Aduanas - Dirección General de Catastro Nacional - Dirección General de Bienes Nacionales - Dirección General de Jubilaciones y Pensiones | - Dirección General de Presupuesto - Dirección General de Crédito Público - Dirección General de Contrataciones Públicas - Dirección General de Análisis y Política Fiscal - Dirección General de Contabilidad Gubernamental |